# Filtrage collaboratif
 (juin 2017).
Si vous disposez d'ouvrages ou d'articles de référence ou si vous connaissez des sites web de qualité traitant du thème abordé ici, merci de compléter l'article en donnant les références utiles à sa vérifiabilité et en les liant à la section « Notes et références ».
Pour les articles homonymes, voir filtrage.

Illustration d'un filtrage collaboratif où un système de recommandation doit prédire l'évaluation d'un objet par un utilisateur en se basant sur les évaluations existantes.

Le filtrage collaboratif (de l’anglais : collaborative filtering) regroupe l'ensemble des méthodes qui visent à construire des systèmes de recommandation utilisant les opinions et évaluations d'un groupe pour aider l'individu.
Il existe trois principaux axes de recherche dans ce domaine, dépendant chacun des données recueillies sur les utilisateurs du système :
- le filtrage collaboratif actif ;
- le filtrage collaboratif passif ;
- le filtrage basé sur le contenu.

## Description

### Systèmes de filtrage actifs
Ce système utilise pour ses prévisions les goûts explicites de ses utilisateurs. C'est-à-dire que ce sera aux utilisateurs de donner leurs opinions (le plus souvent grâce à un système de note) sur la palette de produits qui leur est accessible. C'est une méthode surtout utilisée sur les sites permettant de donner notre avis sur des produits tels que Netflix.

Cette méthode présente de deux avantages :
- On peut facilement reconstruire l'historique d'un individu
- On évite d'agréger des informations qui ne correspondent pas à un unique utilisateur (plusieurs personnes sur un même poste ou une personne agissant pour le compte d'autrui)

Son principal défaut étant que les informations recueillies peuvent contenir un biais dit de déclaration.

### Systèmes de filtrage passifs
Ce système effectue une analyse du comportement de l'utilisateur en « arrière-plan » pour en déduire ses goûts et préférences sans que celui-ci ait besoin de donner consciemment ses opinions. C'est une méthode utilisée entre autres par Facebook et Amazon.
Deux avantages notables pour ce système :
- Aucune information n'est demandée aux utilisateurs.
- Les données récupérées sont justes et ne contiennent pas de biais de déclaration.

Par contre, les données récupérées sont plus difficilement attribuables et contiennent des biais d'attribution. Un exemple typique est la multi-utilisation d'un compte par plusieurs utilisateurs.

### Systèmes de filtrage basé sur le contenu
Ce filtrage basé sur le contenu est un type de filtrage dont la décision de sélection ou non d'un document se base uniquement sur le contenu de celui-ci. Les techniques de filtrage basées sur le contenu fonctionnent par la caractérisation du contenu de l’information (document) à filtrer. Les représentations des documents et des profils dans ce type de filtrage exploitent seulement les informations qui peuvent être dérivées de leur thème respectif. Autrement dit, la sélection de documents se base sur une comparaison des thèmes abordés dans les documents par rapport aux thèmes intéressant l’utilisateur.
C'est une approche notamment mise en œuvre dans les systèmes de recherche d'image ou de documents multimédia où le contenu texte est souvent pauvre ou mal adapté à la recherche (voir la page Recherche d'information par le contenu). Dans ce cas, on utilise le plus souvent des descripteurs mathématiques calculés sur le contenu brut du document pour permettre le filtrage.

## Filtrages collaboratifs
Ils sont composés en général de trois étapes.
- Récupérer une sélection d'informations sur laquelle va se baser le système de filtrage
- La première consiste à recueillir de l'information
- La seconde consiste à bâtir une matrice contenant l'information.
- La troisième à extraire à partir de cette matrice une liste de suggestions

### Systèmes de filtrage collaboratifs utilisateurs
Méthodologie :
1. Chercher des utilisateurs qui ont les mêmes comportements avec l'utilisateur à qui l'on souhaite faire des recommandations
2. Utiliser les notes des utilisateurs similaires pour calculer une liste de recommandations pour cet utilisateur.

#### Exemple
En guide de bonne application des principes du filtrage collaboratif, on peut penser à un logiciel de location de films. Lorsque les clients rendent les DVD, ils sont invités à donner une note entre 0 et 10, indiquant leur satisfaction vis-à-vis du film loué. L’ensemble des notations des utilisateurs permet d’établir leurs profils et de les comparer aux autres clients. Ainsi, si Monsieur Dupont a aimé les films Matrix, Superman et Harry Potter, on va chercher dans la Base de Données les clients qui semblent avoir les mêmes goûts. Pour illustrer cet exemple, supposons que ces clients ont également adoré le film Titanic. Dans ce cas, le logiciel est en droit de supposer que M. Dupont va lui aussi apprécier Titanic et va donc le lui proposer à la location.

### Systèmes de filtrage collaboratifs objets
Le système de filtrage collaboratif a été popularisé par Amazon avec la fonctionnalité "les gens qui ont acheté x ont aussi acheté y". Le système d'Amazon était un système passif qui se basait sur les achats des gens pour construire la matrice de relation entre les objets. 
1. Bâtir une matrice item-item déterminant des relations entre des objets "pairs"
2. Utiliser cette matrice pour proposer des objets.

## Systèmes de filtrage collaboratif commerciaux
| - En français - ulike - livres, films, personnalités, musique - Criteo - films, vidéos (aussi disponible en anglais) - Sailendra - Produits, documents, articles (indépendant de la langue et du format) - Babelio - livres, écrivains - Dismoioù - Lieux (restaurant, bars, administration, etc.) | - En anglais - Amazon - Deezer - musique - Findory - Information, news, blogs - ILike - Itunes - musique - Last.fm - musique - LibrayThing - livre - Musicmatch - musique - Netflix - film - Photoree - images (photos) - Reciprodate - rencontre - Sourcelight Technologies Inc - StoryCode - livre - TiVo - télévision - Touchstone - Attention Management Platform |